# Nani
Nani (* 17. November 1986 in Amadora; bürgerlich Luís Carlos Almeida da Cunha) ist ein ehemaliger portugiesisch-kapverdischer Fußballspieler. Er gewann 2016 mit Portugal die Europameisterschaft in Frankreich, bei der er drei Tore schoss.

## Herkunft und Kindheit
Nani wurde in Amadora, Portugal, als Einwanderer aus Kap Verde geboren. Die Mutter ging auf der Suche nach besseren Lebensbedingungen bald weiter in die Niederlande, während Nani gemeinsam mit einem Bruder in ärmlichen Verhältnissen unter der Obhut seiner Tante im sozialen Brennpunktviertel Santa Filomena der Stadt Amadora im Osten des Großraums Lissabon aufwuchs. Im Alter von 18 Jahren erhielt er die portugiesische Staatsbürgerschaft.

## Karriere

### Verein

Nani bei Manchester United (2008)

Mit 16 Jahren begann er seine Karriere bei Real Sport Clube in Massamá, von wo aus er in die Jugendabteilung des portugiesischen Hauptstadtklubs Sporting Lissabon wechselte und ebendort 2005 seinen ersten Profivertrag unterzeichnete. Zur Saison 2005/06 gab er sein Debüt in der SuperLiga. Bereits in seiner ersten Profisaison kam der Offensivspieler zu 29 Einsätzen, wobei ihm seine ersten vier Treffer für Sporting gelangen. Im Folgejahr konnte er mit den Grün-Weißen seinen ersten Erfolg erzielen. Im Finale um den Taça de Portugal konnte sich Nanis Team mit 1:0 gegen Belenenses Lissabon durchsetzen.
Zur Saison 2007/08 wechselte der 1,76 m große Rechtsfuß von Sporting Lissabon, wo er eigentlich noch einen Vertrag bis 2009 besaß, zum Premier-League-Gewinner Manchester United. Dort erhielt der Jungprofi einen Vertrag bis 2012. Für den Wechsel zahlte sein neuer Arbeitgeber etwa 20 Millionen €, wobei die genaue Transfersumme nicht bekannt ist. Zu Beginn seiner Zeit in Manchester lebte er mit seinem Nationalmannschafts- und neuen Teamkollegen Cristiano Ronaldo zusammen. Am 12. August 2007 feierte er gegen den FC Reading sein Debüt in der Premier League, als er zur zweiten Halbzeit für Wayne Rooney eingewechselt wurde. Eine Woche zuvor konnte er mit Manchester United gegen den FC Chelsea, im Community Shield seinen ersten Titel mit den Red Devils feiern. Nach einem 1:1 gewann das Team 3:0 nach Elfmeterschießen.
Bereits in seiner ersten Saison bei Manchester United gewann er sowohl die Champions League als auch die Premier League. Den Premier-League-Gewinn wiederholte man in der darauffolgenden Saison.
In der Saison 2009/10 konnte er sich einen Stammplatz bei Manchester United erkämpfen und verlängerte seinen Vertrag bis 2014. Dabei gelangen ihm insgesamt vier Tore, seine beste Jahresausbeute im Dress des Klubs, zudem war er bester Vorlagengeber des Vereins. Beim Gewinn des englischen Supercup am 7. August 2011 steuerte Nani zwei Treffer zum 3:2-Erfolg seiner Mannschaft gegen den Stadtrivalen Manchester City bei.
Nach weiteren erfolgreichen Saisons verlängerte Nani seinen Vertrag bei Manchester United bis zum Jahre 2018.
Im August 2014 kehrte Nani, nachdem er am ersten Spieltag noch für United zum Einsatz gekommen war, bis zum Saisonende auf Leihbasis zu Sporting Lissabon zurück. Im Gegenzug wechselte Marcos Rojo für 20 Mio. Euro nach Manchester. Am Saisonende gewann er mit dem Klub den portugiesischen Pokal.
Zur Saison 2015/16 kehrte Nani nicht mehr zu Manchester United zurück, sondern wechselte zum türkischen Erstligisten Fenerbahçe Istanbul.
Zur Saison 2016/17 wechselte Nani in die spanische Primera División zum FC Valencia. Er erhielt einen bis zum 30. Juni 2019 datierten Dreijahresvertrag. Er kam auf 26 Ligaeinsätze, in denen er fünf Treffer erzielte.
Am 31. August 2017 wechselte Nani bis zum Ende der Saison 2017/18 auf Leihbasis in die italienische Serie A zu Lazio Rom. Für Lazio spielte er 18 Mal in der Serie und erzielte drei Treffer.
Zur Saison 2018/19 kehrte Nani nicht nach Valencia, sondern zum zweiten Mal zu Sporting Lissabon zurück. In 18 Ligaspielen erzielte er sieben Treffer.
Am 18. Februar 2019 wechselte Nani zum US-amerikanischen MLS-Franchise Orlando City, bei dem er einen Vertrag als Designated Player bis zum 31. Dezember 2021 erhielt. Bis zum Ende der regulären Saison 2019 erzielte Nani in 30 Einsätzen 12 Tore. Als Vorletzter der Eastern Conference verpasste seine Mannschaft allerdings die Teilnahme an den Play-offs. Ende 2021 verließ er das Franchise mit seinem Vertragsende.
Mitte Januar 2022 kehrte Nani in die italienische Serie A zurück und schloss sich dem FC Venedig an. Er unterschrieb beim Aufsteiger einen Vertrag bis zum 30. Juni 2023. Nach dem Abstieg wurde der Vertrag am Saisonende einvernehmlich aufgelöst und Nani wechselte nach Australien zu Melbourne Victory.
Im Sommer 2023 wechselte er zurück in die Türkei zu Adana Demirspor.
In der Season 2024 spiele Nani zehn Partien für den portugiesischen Erstligisten CF Estrela Amadora, bis er am 9. Dezember 2024 mit 38 Jahren sein Karriereende als Aktiver bekannt gab.

### Nationalmannschaft
Nani war zwischen 2006 und 2009 U-21 Nationalspieler für Portugal. Ebenfalls 2006 bestritt er sein erstes Länderspiel für die portugiesische Nationalmannschaft und wurde in der Folgezeit als Ergänzungsspieler eingesetzt. Zu seinem Debüt kam er am 1. September im Freundschaftsspiel bei der 2:4-Niederlage gegen Dänemark. In der gleichen Partie gelang ihm der zwischenzeitliche 2:2-Ausgleichstreffer – somit sein erstes Tor für Portugals Auswahl.
Seit 2008 ist er Stammspieler in der Nationalelf. Bei der Europameisterschaft 2008 kam er mit Portugal bis ins Viertelfinale, wo die Mannschaft gegen Deutschland ausschied. Dabei bereitete er das 2:3 durch Helder Postiga vor. Er spielte das gesamte Vorrundenspiel gegen die Schweiz und wurde gegen Tschechien und die Türkei jeweils eingewechselt.
Im Mai 2010 wurde Nani in den Kader für die Weltmeisterschaft 2010 nominiert. Drei Tage vor Beginn der Spiele, am 8. Juni 2010, verletzte er sich jedoch an der Schulter und musste deshalb seine Teilnahme an der WM absagen. Bei der Europameisterschaft 2012 schied er mit Portugal im Halbfinale mit 2:4 im Elfmeterschießen gegen Spanien aus. Bei der Weltmeisterschaft 2014 erzielte Nani im zweiten Gruppenspiel gegen die USA das erste Tor beim 2:2-Unentschieden. Trotz eines Sieges im letzten Gruppenspiel gegen Ghana schied Portugal aufgrund des schlechteren Torverhältnisses gegenüber den Amerikanern bereits in der Vorrunde aus.
Bei der Europameisterschaft 2016 schoss Nani im Auftaktspiel gegen Island sein erstes Tor bei einer EM. Dieses war zugleich das 600. Tor der EM-Geschichte. Im letzten Gruppenspiel glich er beim 3:3-Unentschieden gegen Ungarn die erste Führung des Gegners aus. Im Achtelfinale gegen Kroatien bestritt er als vierter Portugiese sein 100. Länderspiel. Im Halbfinale gegen Wales erzielte Nani das Tor zum 2:0-Endstand. Im Finale gegen Frankreich wurde er mit Portugal zum ersten Mal Europameister. Nach Cristiano Ronaldos Verletzung hatte er die Mannschaft dabei als Kapitän durch das Endspiel geführt.

## Trivia
In seiner Jugend praktizierte Nani Capoeira, wovon zeitweise sein Torjubel geprägt war.

## Erfolge
In der Nationalmannschaft
- Europameister (1): 2016

Im Verein
- Champions-League-Sieger (1): 2008
- Klub-Weltmeister (1): 2008
- Englischer Meister (4): 2008, 2009, 2011, 2013
- Englischer Ligapokalsieger (2): 2009, 2010
- Englischer Supercupsieger (5): 2007, 2008, 2010, 2011, 2013
- Portugiesischer Pokalsieger (2): 2007, 2015